# Minisode 3: TOMORROW
『minisode 3: TOMORROW』（ミニソード3: トゥモロー）は、韓国の5人組男性アイドルグループTOMORROW X TOGETHERの韓国での6thミニアルバム。2024年4月1日にBIGHIT MUSICよりリリースされた。

## 音楽性

### I'll See You There Tomorrow
UKスタイルのハウスジャンルである 「I'll See You There Tomorrow」は、明日再会することは、実は日常の中の魔法のようなことだが、「また明日」という言葉を守りたい気持ちを表現した楽曲。

### Deja Vu
タイトル曲「Deja Vu」は、再会の瞬間がまるでデジャブのように感じられると伝える楽曲。

### Miracle
エレクトロニックロックジャンルの「Miracle」は、お互いが一緒に過ごす奇跡のような縁を大切にしながら明日に進むという、メンバーの自伝的なストーリーを基に作られた楽曲。

### The Killa(I Belong to You)
アフロビーツジャンルの「The Killa(I Belong to You)」は、「愛してる」という言葉では表現できない愛情に対する渇望を伝える楽曲。

### Quarter Life
スタジアムロックスタイルの「Quarter Life」は、20代半ばに経験する悩みを率直に話して克服するという意志を歌った楽曲。

## チャート成績
オリコンによると初週17.4万枚を売り上げ、「オリコン週間アルバムランキング」で1位を獲得した。
Billboard JAPANによると188,043枚を売り上げ、「Top Albums Sales」で1位を獲得した。

## 収録曲
| #         | タイトル                         | 作詞  | 作曲・編曲 | 時間 |
| --------- | -------------------------------- | ----- | ---------- | ---- |
| 1.        | 「I’ll See You There Tomorrow」  |       |            | 3:16 |
| 2.        | 「- --- -- --- .-. .-. --- .--」 |       |            | 0:07 |
| 3.        | 「Deja Vu」                      |       |            | 2:51 |
| 4.        | 「Miracle」                      |       |            | 2:43 |
| 5.        | 「The Killa (I Belong to You)」  |       |            | 2:42 |
| 6.        | 「Quarter Life」                 |       |            | 2:29 |
| 7.        | 「Deja Vu [Anemoia Remix]」      |       |            | 2:51 |
| 合計時間: | 合計時間:                        | 16:59 |            |      |